# Разорванная цепь
«Разорванная цепь» (англ. The Broken Chain) — американский телевизионный фильм 1993 года.

## Сюжет
В фильме прослежена история ирокезской лиги во второй половине XVIII века на примере двух лидеров племени мохоков. Одному из них, Лахахео, было суждено стать вождём племени, другому, Тайенданегеа — выдающимся военачальником и впоследствии также вождём мохоков. Помогая своим давним британским союзникам сперва в франко-индейской войне, а затем и в Американской революции, ирокезы становятся заложниками своих пристрастий. Их некогда могущественная Лига была разгромлена, Договорная цепь разорвана, а сами они изгнаны со своих земель.

## Создатели фильма

### В ролях
- Эрик Швейг — Джозеф Брант / Тайенданегеа
- Пирс Броснан — сэр Уильям Джонсон
- Джей Си Уайт Ширт — Лахахео
- Уэс Стьюди — вождь (Сет)
- Баффи Сент-Мари — Гесина (жена Сета)
- Грейс С. Ренн — Пегги
- Грэм Грин — дух шамана мира

### Съёмочная группа
- Режиссёр — Ламонт Джонсон
- Автор сценария — Эрл Уоллес
- Продюсеры — Роберт М. Сертнер, Фрэнк фон Зернек
- Художник-постановщик — Пол Питерс
- Редактор — Сьюзан Броуди
- Композитор — Чарльз Фокс
- Оператор — Уильям Уэйджес
- Костюмер — Барнеби Смит